# Langewerth
Langewerth ist ein Stadtteil der kreisfreien Stadt Wilhelmshaven in Niedersachsen. Zum Stadtteil gehören die Stadtviertel Langewerth und Heiligengroden.

## Lage
Der langgestreckte Ortsteil liegt am südwestlichen Rand des Stadtgebiets und grenzt im Südwesten an den Schortenser Stadtteil Roffhausen. Im Norden grenzt der Stadtteil an die Bundesautobahn 29, im Süden wird er durch die Bundesstraße 210 und den Verlauf der Maade begrenzt. Ein kurzes Stück der Ostfriesenstraße verbindet im äußersten Nordosten die nördliche mit der südlichen Stadtteilgrenze.
Der ursprüngliche Ortskern von Langewerth liegt auf einer rund zwei Kilometer langen und rund drei Hektar großen Wurt nördlich der ehemaligen Maadebucht. Alte Bauernhöfe prägen den dörflichen Kern, der sich entlang der Langewerther und Roffhausener Landstraße erstreckt.
Die drei Hektar große Dorfwurt (Langewerth = lange Wurt) bestand schon auf dem nördlichen Maadeufer, bevor dieses eingedeicht wurde. 
Ab Mitte der 2000er Jahre entstand im Bereich „Heiligengroden“ ein neues Wohngebiet mit großzügig zugeschnittenen Grundstücken für die Bebauung mit Einzel- und Doppelhäusern. Im Zusammenhang mit der Inbetriebnahme des JadeWeserPorts entstand Mitte der 2010er-Jahre eine als „Logistikpark Langewerth“ bezeichnete Gewerbefläche nahe der Autobahn A29, die auch rund 10 Jahre später noch immer ungenutzt brach liegt.

## Geschichte
Die erste urkundliche Erwähnung des Ortes stammt aus dem Jahr 1437. Allerdings ist die Siedlung deutlich älter, da man 1971 bei Ausgrabungen Siedlungsreste aus dem 8./9. Jahrhundert fand. Das Gebiet hatte im Mittelalter über die ehemalige Maadebucht direkten Zugang zur Nordsee und gehörte zur Herrlichkeit In- und Kniphausen.
1938 wurde Langewerth mit der Burg Kniphausen, dem Fedderwarder Groden, Aldenburg, Himmelreich und Coldewei nach Wilhelmshaven eingemeindet.

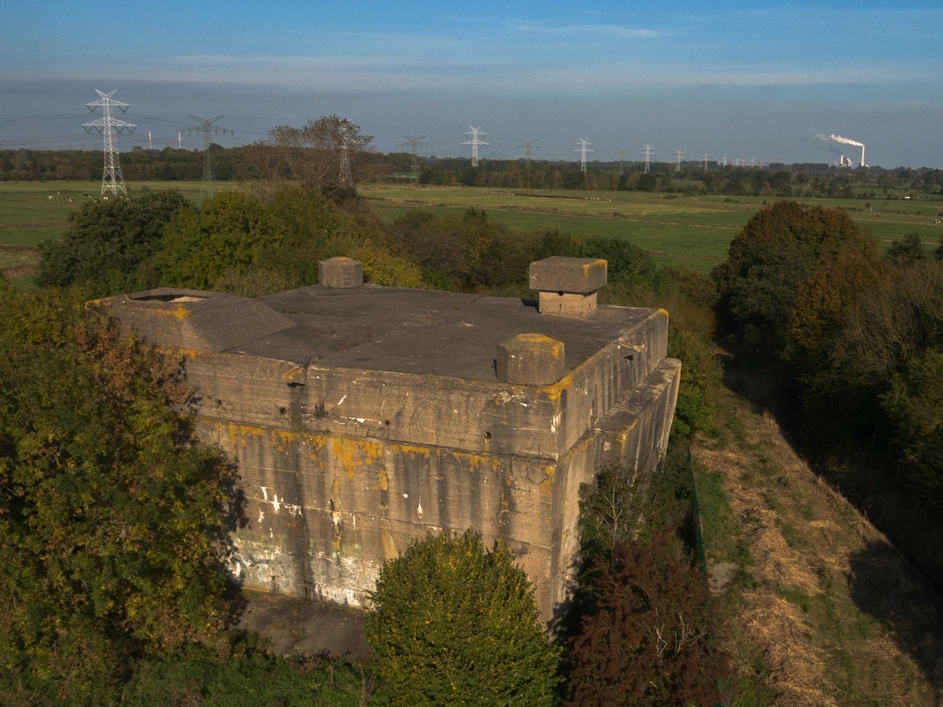
Truppenmannschaftsbunker Langewerth

Im Zweiten Weltkrieg wurde in Langewerth ein Truppenmannschaftsbunker errichtet. 
1972 wurden Siedlungsreste aus dem 8. und 9. Jahrhundert gefunden. Langewerth wurde erstmals 1437 urkundlich erwähnt. Alte Bauernhäuser prägen den alten dörflichen Kern. Die agrarwirtschaftliche Nutzung spielt in Langewerth immer noch eine wichtige Rolle.

## Namensherkunft
Der Ortsname Langewerth leitet sich von dem Begriff für lange Wurt ab.

## Wirtschaft
Der Stadtteil wird auch heute noch von der Landwirtschaft und großen landwirtschaftlichen Flächen geprägt.

## Einwohner
Im Jahre 2022 lag die Einwohnerzahl bei 438. Es gab keine größeren Schwankungen seit 2000.

### Ausländer- und Migrantenanteil
Der Ausländeranteil lag 2022 bei 2,1 %, der Wilhelmshavener Durchschnitt liegt bei 13,3 %. Der Anteil der Migranten lag bei 15,3 % bei einem städtischen Durchschnitt von 26,2 %.

### Besiedlung
Flächenmäßig zählt Langewerth mit seinen 520,9 Hektar zu den größten Stadtteilen Wilhelmshavens. Die landwirtschaftliche Nutzung des Stadtteils steht immer noch im Vordergrund. Grünland und Ackerflächen bestimmen das Bild. Dementsprechend gering fällt die Einwohnerdichte Langewerths aus: knapp ein Einwohner je Hektar Stadtteilfläche.

### Alter
Im Jahre 2022 lag Langewerth mit einem Minderjährigen-Anteil von unter 13,9 % nahe des Durchschnitts der Stadt Wilhelmshaven. Der Bevölkerungsanteil der 65-Jährigen Einwohner von Langewerth lag mit 29 % über dem Durchschnitt der Stadt (25,5 %). Das Durchschnittsalter in diesem Stadtteil lag im Jahr 2022 mit 49,9 Jahren fast 4 Jahre über den Stadtdurchschnitt.